# Roundhay Garden Scene
Roundhay Garden Scene, também conhecido como Le Prince Motion Picture No. 1, é um filme mudo britânico de curta-metragem com apenas dois segundos de duração, dirigido pelo inventor francês Louis Le Prince em 1888. É considerado um dos mais antigos filmes da história ainda sobrevivente. Nele aparecem membros da família do diretor: seu filho Adolphe Le Prince, a sogra Sarah Whitley e o sogro Joseph Whitley, além de outra moça chamada Harriet Hartley, no jardim de uma casa, andando e rindo. Vale observar que Sarah anda de trás para a frente, e uma parte da roupa de Joseph está voando.
De acordo com Adolphe Le Prince, as filmagens ocorreram em Oakwood Grange, propriedade de Joseph e Sarah Whitley, em Oakwood, subúrbio de Leeds, West Yorkshire, Inglaterra, no dia 14 de outubro de 1888.

## Remasterização
Em 1930 o Science Museum, em Londres, produziu cópias fotográficas de partes sobreviventes da película de 1888. Esta sequência foi gravada em um filme fotográfico de base de papel Eastman Kodak de 1885 através do projetor de câmera combinado de lentes únicas de Louis Le Prince. Seu filho Adolphe afirmou que Roundhay Garden foi filmado em 12 quadros por segundo, e um segundo filme, Traffic Crossing Leeds Bridge, a 20 quadros por segundo. No entanto, a versão remasterizada digital posterior do Roundhay Garden, produzida pelo National Media Museum, em Bradford, que contém 52 quadros, funciona a 24,64 quadros por segundo, uma taxa de quadros cinematográficos moderna, de modo que toca em apenas 2,1 segundos. A cópia do Science Museum tem 20 quadros, em 12 quadros por segundo. Isso produz um tempo de execução de 1,66 segundos.

## Elenco
- Adolphe Le Prince ... ele mesmo
- Sarah Whitley     ... ela mesma
- Joseph Whitley    ... ele mesmo
- Harriet Hartley   ... ela mesma

## Ligações Externas
- Roundhay Garden Scene. no IMDb.
- Roundhay Garden Scene no YouTube